# Сулейманов, Идрис Гасан оглы
Идрис Гасан оглы Сулейманов (12 февраля 1915 — 29 июля 1986) — лейтенант, командир 1-го взвода 1-го отдельного стрелкового батальона 43-й отдельной стрелковой бригады, Герой Советского Союза.

## Биография
Родился 12 февраля 1915 года в селе Геранбой-Ахмедлы (ныне город Геранбой, Азербайджан) Елисаветпольской губернии Российской империи в крестьянской семье. Окончил 10 классов. Работал секретарём народного суда. Член ВКП(б)/КПСС с 1943 года.
В Красной Армии с 1936 года. В 1939 году окончил Курсы усовершенствования командного состава запаса.
В начале ноября 1942 года младший лейтенант Сулейманов командовал 1-м взводом 1-го отдельного стрелкового батальона 43-й отдельной стрелковой бригады. В критический момент боя под городом Моздок Северо-Осетинской АССР во время танковой атаки противника, будучи ранен в глаз и ногу, поднял бойцов в контратаку, отбросил врага и захватил позиции противника.
Из воспоминаний генерала армии И. В. Тюленева:
Исключительную силу духа и отвагу проявил молодой командир взвода 43-й стрелковой бригады младший лейтенант Идрис Сулейманов. Во время наступления на опорный пункт в районе Моздока осколком снаряда его ранило в глаз, но Идрис продолжал бежать впереди наступавших.

— Вперед! Только вперед! — кричал он, увлекая бойцов за собой. И вдруг — второе ранение в ногу. Сулейманов упал.

— Гасанов! — крикнул он командиру орудия. — Бери меня на руки и неси вперед!

Так, на руках товарища, с выбитым глазом и перебитой ногой, Сулейманов продолжал руководить боем, пока его не покинули силы. Стрелковый взвод выполнил задачу.
Указом Президиума Верховного Совета СССР «О присвоении звания Героя Советского Союза начальствующему и рядовому составу Красной Армии» от 13 декабря 1942 года за «образцовое выполнение боевых заданий командования на фронте борьбы с немецкими захватчиками и проявленные при этом отвагу и геройство» удостоен звания Героя Советского Союза с вручением ордена Ленина и медали «Золотая Звезда».
С 1946 года лейтенант Идрис Сулейманов — в запасе, а затем в отставке. До 1969 года он работал в Касум-Исмаиловском районном отделе социального обеспечения Азербайджанской ССР. Жил в столице Азербайджана — городе Баку. Скончался 29 июля 1986 года.
Награждён орденом Ленина, орденом Отечественной войны 1-й степени, медалями.

## Награды
- Медаль «Золотая Звезда»;
- орден Ленина;
- орден Отечественной войны 1-й степени.